# Rubus scenoreinus
Rubus scenoreinus är en rosväxtart som beskrevs av Sergei Vasilievich Juzepczuk. Rubus scenoreinus ingår i släktet rubusar, och familjen rosväxter. Inga underarter finns listade i Catalogue of Life.